# Ila Delbert Weeks
Ila Delbert „I.D.“ Weeks (* 5. September 1901 in Scotia, Nebraska; † 23. November 1983 in Vermillion, South Dakota) war ein US-amerikanischer Professor, Universitätsleiter und Politiker.

## Werdegang
Ila Delbert Weeks wurde 1901 als Sohn von Fred Calvin Weeks (1875–1956) und seiner Ehefrau Laura Blanche Weeks (1878–1958), geborene Pope, im Greeley County geboren. Über seine Kindheit ist nichts bekannt. Weeks graduierte an der High School in Scotia. Danach arbeitete er zwei Jahre lang als Superintendent of Schools in Riverdale (Nebraska). In der Folgezeit besuchte er das Nebraska State Teachers College in Kearney (Nebraska), wo er ein Bachelor erwarb, und dann die University of Iowa, wo er 1925 seinen Masterabschluss erwarb.
Weeks heiratete 1926 seine Ehefrau Virginia (1902–1983), geborene Shawkey. Das Paar war 57 Jahre lang verheiratet und hatte mindestens zwei Söhne: James und Robert.
Weeks zog mit seiner Ehefrau nach South Dakota. Er wurde dort Professor für Rural Education am Northern State Teachers College in Aberdeen (Brown County) – ein Posten, den er acht Jahre lang innehatte. Von 1933 bis 1935 fungierte er als Superintendent of Public Instruction von South Dakota. Weeks zog danach mit seiner Familie nach Vermillion.
Im Jahr 1935 wurde er Präsident der University of South Dakota (USD) – ein Posten, den er bis zu seinem Rücktritt im Jahr 1966 innehatte. Weeks war bei Amtsantritt der jüngste Präsident einer State University in den Vereinigten Staaten und wies bei Amtsende die längeste Amtszeit eines Präsidenten an einer State University in den Vereinigten Staaten auf. Dreiviertel aller akademischen Grade, die 1966 an der University of South Dakota existierten, wurden während seiner Amtszeit zugelassen. Bei Amtsantritt lag die Immatrikulation bei 900 Studenten und bei Amtsende bei fast 4.000 Studenten. Nach seinem Rücktritt unterrichtete er an der USD School of Education, saß in der SD Constitutional Revision Commission und mehreren anderen Gemeindeausschüssen. Des Weiteren hielt er Vorträge vor Pädagogen, religiösen Gruppen und Wohltätigkeitsclubs in ganz South Dakota und den Vereinigten Staaten.
Weeks bekleidete in seinem Leben auch weitere Ämter: Secretary of the State University Association, Präsident der National Association of State Universities & Land Great Colleges (1950), Vorsitzender vom Rural Service National Congress of Parents and Teachers und Präsident der South Dakota Education Association.
Am 23. November 1983 verstarb er im Alter von 82 Jahren nach einer langen Krankheit in einem Krankenhaus in Vermillion.

## Auszeichnungen
- 1935: Honorary Degree - Dakota Wesleyan University
- 1965: Distinguished Service Award - Northwestern College
- 1968: Distinguished Service Award - South Dakota State University
- 1969: Honorary Degree - South Dakota State University
- 1970: Alumni Achievement Award - University of South Dakota
- 1974: Agnes Holdrige Award - South Dakota Lung Association
- Distinguished Alumni Award - Kearny State College
- Distinguished Achievement Award - University of Iowa
- Distinguishes Service Award - Augustana College, Sioux Falls, South Dakota

## Ehrungen
In Anerkennung der Verdienste von Weeks für die University of South Dakota wurde die Bibliothek auf dem Campus 1966 nach ihm umbenannt, um ihn zu ehren.